# Корчмарюк, Павел Сергеевич
Павел Сергеевич Корчмарюк (20 апреля 1920, с. Бирносово Одесской обл., Украина — 21 октября 2010, Москва) — полковник, Герой Советского Союза, Почётный гражданин города Багратионовск, Почётный воин республики Беларусь.

## Биография
Окончил среднюю школу в Баку. В январе 1940 года был призван в армию и направлен курсантом в Бакинское военное пехотное училище. В июле 1941 года в звании лейтенанта попал на Закавказский фронт. Воевал на Закавказском, Северокавказском фронтах, в Крыму, Белоруссии, Польше, Восточной Пруссии. Участвовал в штурме Кёнигсберга и Берлина. Прошёл должности от командира взвода до заместителя командира 164-го гвардейского стрелкового полка. В боях были контузии, штыковые и пулевые ранения. Последние два года войны, то есть, в 1944-1945 гг., воевал в 164-м гвардейском стрелковом полку 55-й гвардейской Иркутско-Пинской, орденов Ленина, трижды Краснознаменной, ордена Суворова  дивизии им. Верховного Совета РСФСР.
Звание Героя Советского Союза гвардии капитану П.С.Корчмарюку было присвоено указом Президиума Верховного Совета СССР от 27 июня 1945 года.
После окончания войны служил в Белоруссии и Московском военном округе. В 1947 году был назначен на должность командира 1-го батальона 4-го отдельного стрелкового полка охраны Министерства обороны СССР (ОСПО МО СССР).
В 1969-1975 гг. - военный комиссар Тушинского района г. Москвы.
Уволен из рядов Вооружённых Сил в 1975 году в звании полковника. После увольнения из армии трудился в Москве до 1989 года в различных гражданских учреждениях и в Генеральном штабе Министерства обороны.

## Память

Мемориальная доска

Жил в Москве в доме 7 по улице Маршала Рыбалко. Скончался 21 октября 2010 года. Похоронен на участке 109 на Митинском кладбище г. Москвы.
В сентябре 2016 года на стене его дома была установлена мемориальная доска.

## Государственные награды
- Герой Советского Союза.
- Орден Ленина.
- Орден Красного Знамени.
- Орден Александра Невского.
- Орден Отечественной войны I степени (дважды).
- Орден Отечественной войны II степени.
- Орден Красной Звезды.
- Медаль «За взятие Кёнигсберга».
- Медаль «За взятие Берлина».